# 관작루

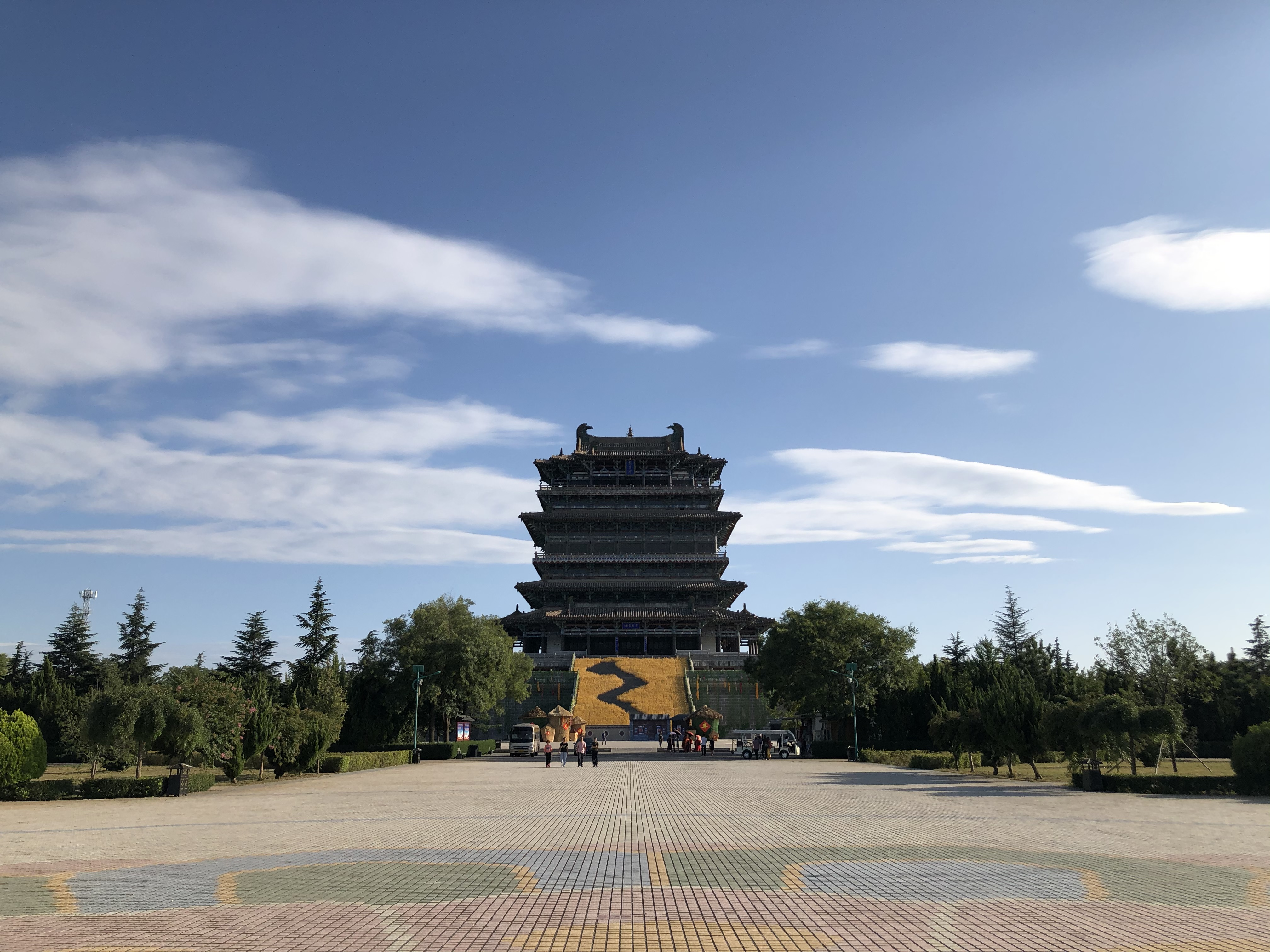

관작루(鸛雀樓)는 중국의 유명한 고대 누각중 하나이다. 황학루, 악양루, 등왕각과 함께 중국 고대 역사 문화의 유명한 사대 누각으로 불린다.(다른 설은 황학루, 악양루, 등왕각, 봉래각이다)
관작루의 원래 위치는 산시성 푸주이다.(현재는 산시성 영제시 푸주이다.) 남북조시대에 북주와 북제가 이 마을에서 군사대치상황을 이루고 있었다. 북주의 장군 우문호는 방어를 위해 푸저우주(푸주) 서문 밖에 한 채의 높은 누각을 건축해 군사전망대로 삼았다. 항상 황새가 누각 위에 둥지를 틀어 머물며 보금자리로 삼았기 때문에, 관작루라 불린다. 이 지역에서 황허강을 내려다볼 수 있어서 역대 대단히 많은 문인이 관작루에 올라 옛날을 생각하며 감흥을 토로하도록 이끌었다. 심괄의 몽계필담에 따르면, 하중부의 관작루에 당조 때 사람들이 머무르며 쓴 시가 매우 많다. 다만, 이익, 왕지환 등 당나라 때 시인의 시 세편은 그러한 풍경을 잘 나타낸다.
최초의 관작루는 원나라 때 전쟁으로 처음 훼손되었다. 명나라 이후 황허의 물길이 바뀌었기 때문에 옛 자취는 이미 찾기 어려워졌다. 다만 왕지환의 시구가 많은 사람들이 변함없이 회상하러 오도록 이끈다는 점에 비추어, 후인들은 바로 푸저우주(푸주)성 서문 누각을 관작루로 삼고, 대단히 많은 시조를 남겼다. 그러나 새로운 관작루는 가정년에 없어졌다. 왜냐하면 황허가 홍수에 휩쓸려 물살이 바뀌었기 때문이다.
1997년 12월 관작루 재건을 시작하고, 2002년 8월 완공되었다. 새로 세운 누각은 당대의 높은 누각을 모방했다. 누각의 높이는 73.9m이다. 건축한 총 면적은 8222평방미터이고, 총 투자금은 3550만 위안이다. 누각의 중앙에 왕지환의 청동주조물이 설치되어 있다. 1층에 마오쩌둥이 손수 쓴 <등관작루>가 걸려있다. 모택동이 생전에 이 시를 쓰는 것을 좋아했다. 현재 6점의 친필 원고만이 남아있다.

## 시
<등관작루>(登鸛雀樓)는 초당 시인 왕지환이 쓴 시다. 이 시는 5언절구로 사람들에게 화자되며 중국에서 명성을 얻었다.

### 등관작루
| “ | 白日依山盡 해는 산에 기대 지고, 黃河入海流 황하는 바다로 흘러 가네. 欲窮千里目 천리를 보고 싶다면, 更上一層樓 다시 한 층 올라야 하네. | ” |